# Lam Keumok
Lam Keumok is een bestuurslaag in het regentschap Aceh Besar van de provincie Atjeh, Indonesië. Lam Keumok telt 137 inwoners (volkstelling 2010).